# Comarques de Ciudad Real
Les comarques de la província de Ciudad Real són:
- Montes del Guadiana (Montes de Toledo), compartida amb Toledo.
- La Mancha, compartida amb Albacete, Cuenca i Toledo. Comprèn:
  - Subcomarca: Campo de Calatrava (Mancha Baja)
  - Subcomarca: Campo de Montiel, amb Albacete.
  - Subcomarca: Campo de San Juan (Mancha Baja)
  - Subcomarca: Mancha Alta (Mancha de Criptana), compartida amb Albacete, Toledo i Cuenca.
  - Subcomarca: Valle de Alcudia
- Comarca de Sierra Morena
  - Subcomarca: Almadén
  - Subcomarca: Puertollano